# باول غريفيثز (مخرج)
باول غريفيثز (بالإنجليزية: Paul Griffiths)‏ هو مخرج بريطاني، ولد في 8 أغسطس 1973 في ويلز في المملكة المتحدة.